# 西ジャワ州知事一覧
本項では、西ジャワ州知事（Gubernur Jawa Barat）を一覧する。西ジャワ州知事は、西ジャワ州の首長である。 最初の州知事はスタルジョ・カルトハディクスモで1945年8月19日就任。最も直近に選出された州知事はデディ・ムルヤディで2025年2月20日就任。最も長い期間務めた州知事はアアン・クナエフィとで、1975年2月14日から1985年5月22日まで約10年間務めた。最も短い期間務めた州知事はイワ・カルニワで、2018年6月13日から6月15日までの僅か2日務めた。

## 州知事一覧
パリンドラ
  インドネシア国民党
  インドネシア独立擁護連盟
  インドネシア共和国国軍
  ゴルカル
  福祉正義党
  グリンドラ党
  無所属
| 職名 | 氏名                             | 画像 | 出身等                   | 任期                                                       | 副知事                                                         |
| ---- | -------------------------------- | ---- | ------------------------ | ---------------------------------------------------------- | -------------------------------------------------------------- |
| 1    | スタルジョ・カルトハディクスモ   |      | パリンドラ               | 1945年8月19日 ‐ 1945年12月                                 | ユスフ・アディウィナタ                                         |
| 2    | ユスフ・シンゲデカネ             |      | 無所属                   | 1945年12月 ‐ 1946年6月                                     | ユスフ・アディウィナタ                                         |
| 3    | ムルジャニ                       |      | パリンドラ               | 1946年6月 ‐ 1947年4月1日                                   | ユスフ・アディウィナタ                                         |
| 4    | ラデン・マス・スワカ             |      | パリンドラ               | 1947年4月1日 ‐ 1951年4月25日1951年4月25日 ‐ 1951年5月9日   | イピック・ガンダマナ                                           |
| 5    | サヌシ・ハルジャディナタ         |      | インドネシア国民党       | 1951年5月1日 ‐ 1957年4月9日                                | イピック・ガンダマナ                                           |
| 6    | イピック・ガンダマナ             |      | インドネシア独立擁護連盟 | 1957年7月1日 ‐ 1960年2月6日                                | 空席                                                           |
| 7    | マシュディ                       |      | インドネシア共和国国軍   | 1960年2月6日 ‐ 1967年4月25日1967年4月25日 ‐ 1970年2月14日  | アストラウィナタ ダジャル・スディウィジャヤ アフマド・ナシュヒ |
| 8    | ソリヒン・ガウタマ・プルワネガラ |      | ゴルカル                 | 1970年2月14日 ‐ 1975年2月14日                              | アフマド・ナシュヒ                                             |
| 9    | アアン・クナエフィ               |      | ゴルカル                 | 1975年2月14日 ‐ 1980年5月19日1980年5月19日 ‐ 1985年5月22日 | スフド・ワルナエンアブン スフド                                |
| 10   | ヨギ・スアルディ・メメット       |      | ゴルカル                 | 1985年5月22日 ‐ 1990年5月22日1990年5月22日 ‐ 1993年5月22日 | アブン スフドスリヤトナ カルナ サンプルナ                      |
| 11   | ナナ・ヌリアナ                   |      | ゴルカル                 | 1993年5月22日 ‐ 1998年6月13日1998年6月13日 ‐ 2003年6月13日 | ウクマン サンプルナフセイン デデム スダルナ                    |
| 12   | ダニー・スティアワン             |      | ゴルカル                 | 2003年6月13日 ‐ 2008年6月13日                              | ヌマン・アブドゥル・ハキム                                     |
| 13   | アフマド・ヘリヤワン             |      | 福祉正義党               | 2008年6月13日 ‐ 2013年6月13日2013年6月13日 ‐ 2018年6月13日 | デデ・ユスフデディ・ミズワル                                   |
| —    | イワ・カルニワ                   |      | 無所属                   | 2018年6月13日 ‐ 2018年6月15日                              | 空席                                                           |
| —    | モハマド・イリアワン             |      | 無所属                   | 2018年6月15日 ‐ 2018年9月5日                               | 空席                                                           |
| 14   | リドワン・カミル                 |      | 無所属 ゴルカル          | 2018年9月5日 ‐ 2023年9月5日                                | ウウ・ルズハヌル・ウルム                                       |
| —    | ベイ・マムディン                 |      | 無所属                   | 2023年9月5日 ‐ 2025年2月20日                               | 空席                                                           |
| 15   | デディ・ムルヤディ               |      | グリンドラ党             | 2025年2月20日 ‐                                            | エルワン・スティアワン                                         |